# 新ヴァラモ修道院

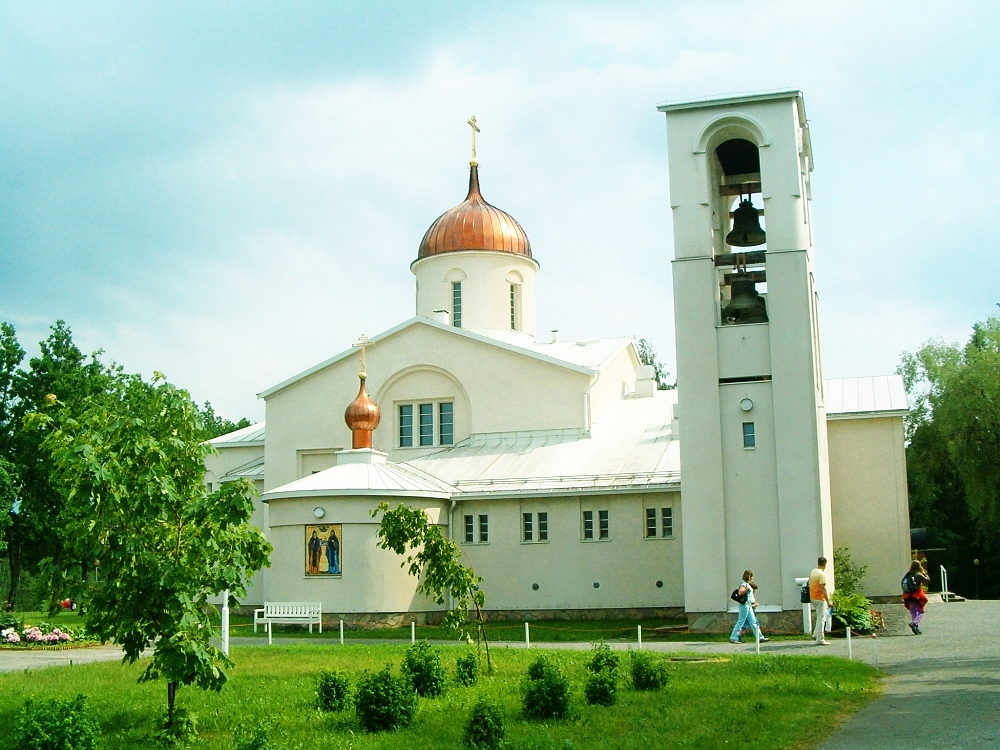
新ヴァラモ修道院の主聖堂

新ヴァラモ修道院（新ヴァラーム修道院とも。フィンランド語: Uusi Valamo）は、フィンランド・ヘイナヴェシにある正教会の修道院。修道院はカレリア地方のラドガ湖の島々でのかつての住まいであったヴァラーム修道院を追放され東部フィンランドに移住した、190人の修道士によって1940年に設立された。ヴァラーム修道院は冬戦争勃発直後、ソ連軍に占領された。
一時的な住まいを得たのち、修道士たちは東部フィンランドのヘイナヴェシに落ち着くことを決めた。修道士達がヘイナヴェシのPapinniemiにある館で、全く驚くべきことにヴァラーム修道院を12世紀に創設した聖セルギウスと聖ヘルマンのイコンが見つかった後、その館に落ち着き先が決まった。修道士たちはこの出来事を神の導きであると捉えた。コネヴェツ修道院とペチェンガ修道院から追放された者を受入れつつ、新ヴァラモ修道院は現在、フィンランド正教会の唯一の男子修道院である。
フィンランド正教会には女子修道院であるリントゥラ至聖三者女子修道院もある。これは新ヴァラモ修道院から18km離れたヘイナヴェシのパロッキにある。

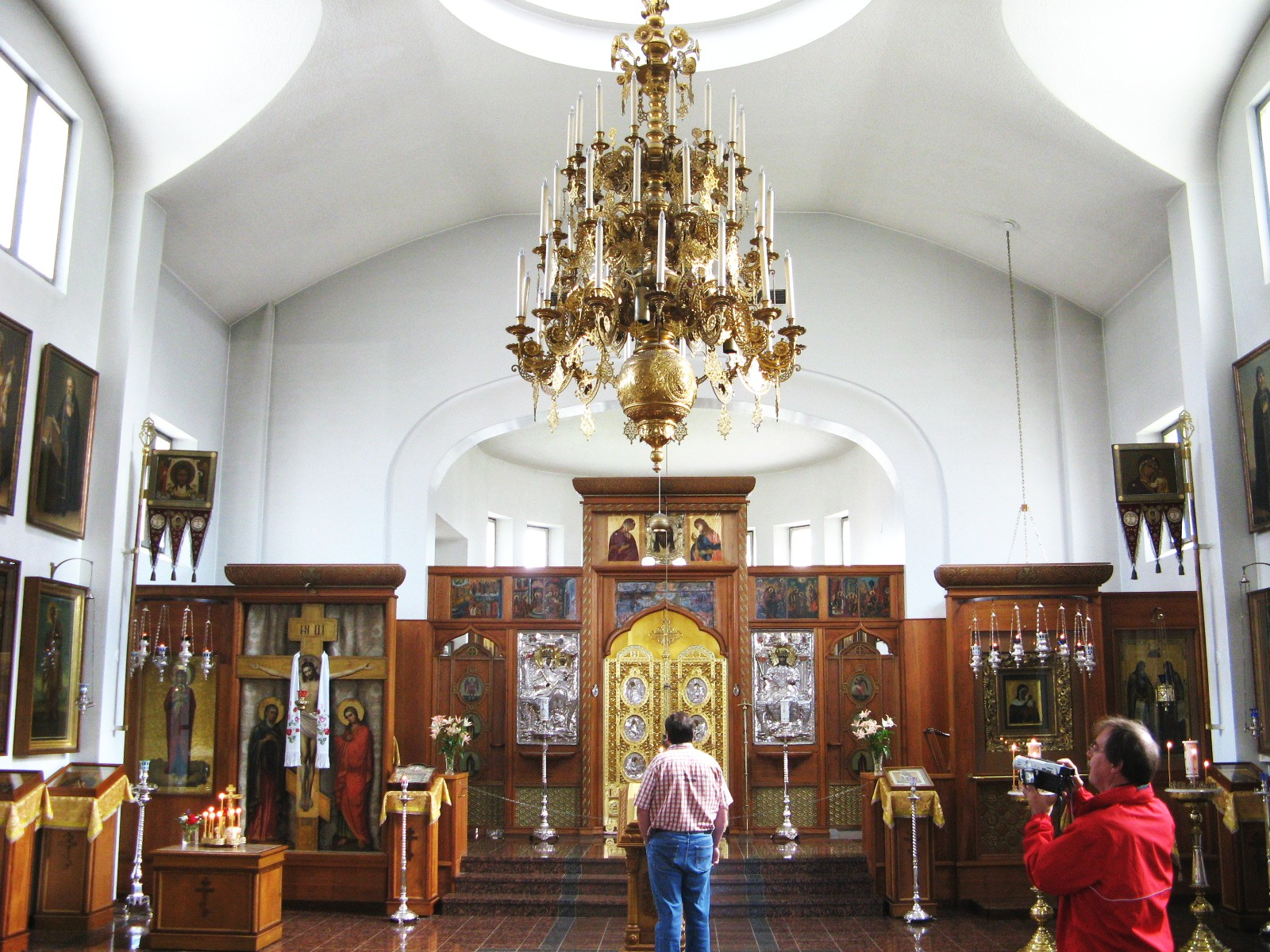
主聖堂内観。イコノスタシス。
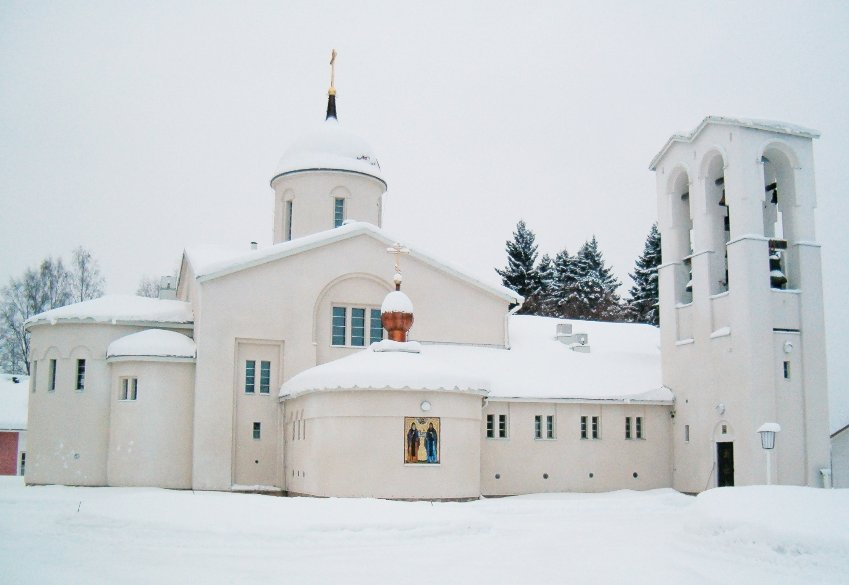
主聖堂の冬景色。屋根上に八端十字架。
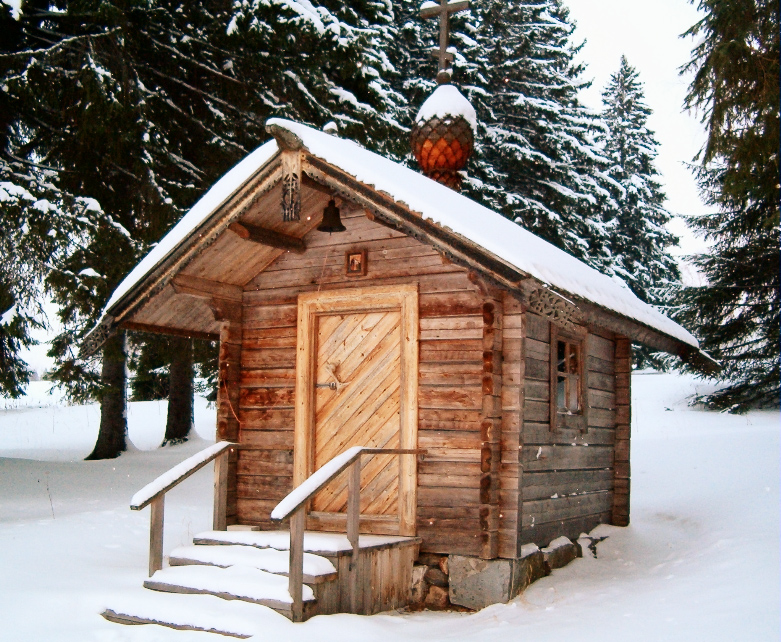
修道院敷地内の聖ニコライ聖堂。